# Christian Drobits

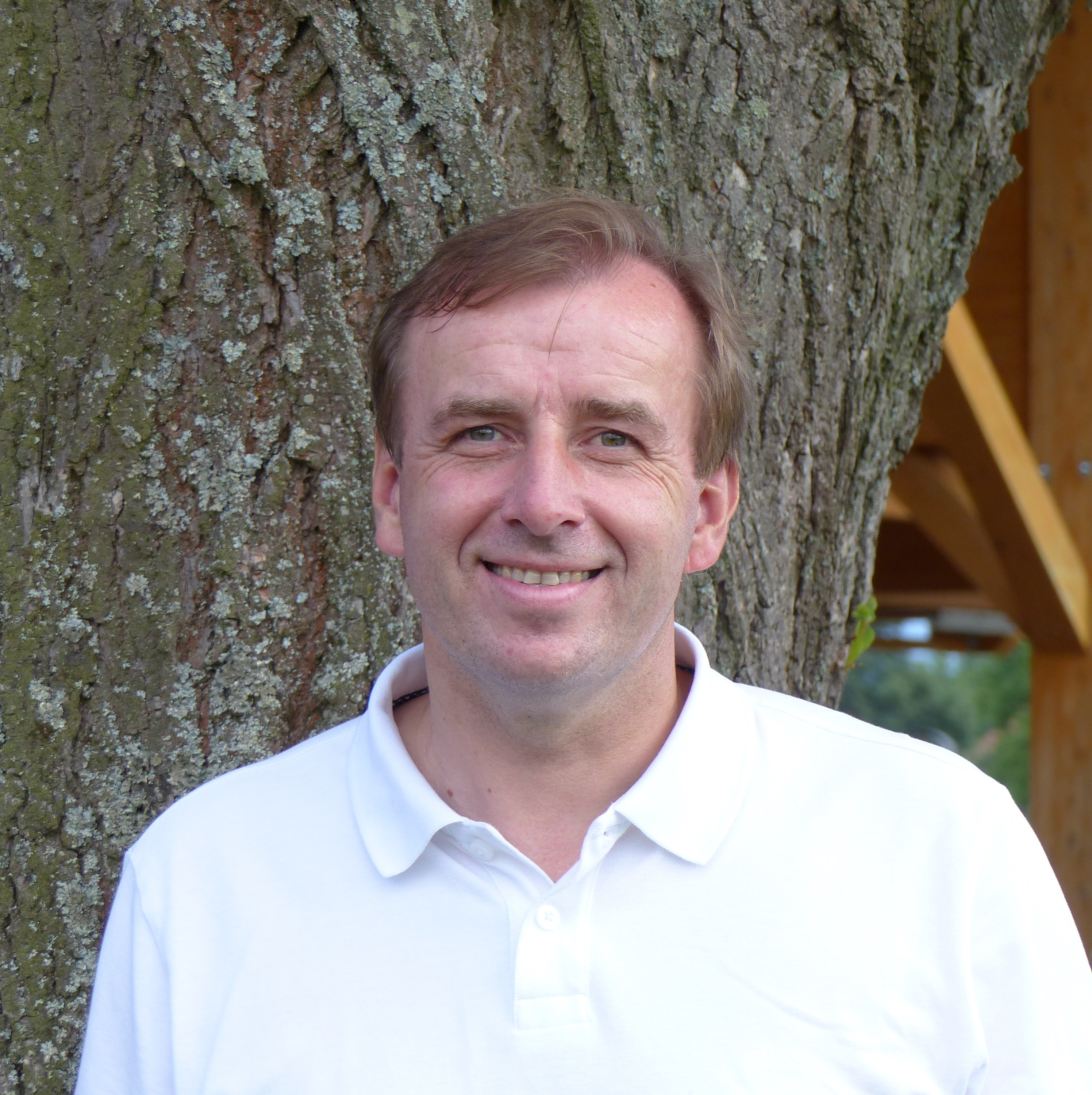
Christian Drobits (2017)

Christian Drobits (* 7. Februar 1968 in Oberwart) ist ein österreichischer Politiker (SPÖ). Er war von 2015 bis Oktober 2019 Abgeordneter zum Burgenländischen Landtag und vom 23. Oktober 2019 bis zum 23. Oktober 2024 Abgeordneter zum Nationalrat. Seit dem 6. Februar 2025 ist er erneut Landtagsabgeordneter.

## Leben

### Ausbildung und Beruf
Christian Drobits besuchte nach der Volksschule Rotenturm das Oberstufenrealgymnasium Oberschützen, wo er 1986 maturierte. Ein Diplomstudium der Rechtswissenschaften an der Universität Wien schloss er 1994 als Magister ab. Seit 2003 ist er Regionalstellenleiter Süd bei der Arbeiterkammer Burgenland.

### Politik
Bei der Nationalratswahl 2013 war Drobits im Regionalwahlkreis Burgenland Süd Nummer zwei hinter Norbert Darabos, bei der Landtagswahl im Burgenland 2015 erreichte er ein Vorzugsstimmenmandat. Am 9. Juli 2015 wurde er in der XXI. Gesetzgebungsperiode als Abgeordneter zum Burgenländischen Landtag angelobt, wo er SPÖ-Bereichssprecher für Wirtschaft, Konsumentenschutz und Soziales fungiert und Mitglied im Landes-Rechnungshofausschuss, im Finanz-, Budget- und Haushaltsausschuss, im Rechtsausschuss, im Sozialausschuss und im Wirtschaftsausschuss war.
Christian Drobits lebt in Rotenturm an der Pinka, wo er seit 2002 Gemeinderat/Gemeindevorstand ist. Als Mitglied des SPÖ-Bezirksvorstandes des Bezirkes Oberwart ist er Vorsitzender des Bezirksbildungsausschusses.
Bei der Nationalratswahl 2019 war er SPÖ-Spitzenkandidat im Burgenland. Am 23. Oktober 2019 wurde er in der konstituierenden Sitzung der XXVII. Gesetzgebungsperiode als Abgeordneter zum Nationalrat angelobt. Sein Landtagsmandat ging an Elisabeth Böhm. Nachdem Drobits auf einem Vorzugsstimmenmandat saß, musste Doris Prohaska auf das Bezirksmandat nachrücken, damit Böhm das Landesmandat von Prohaska übernehmen konnte. Im SPÖ-Parlamentsklub fungiert er in der 27. Gesetzgebungsperiode als Bereichssprecher für Datenschutz, Immunität und Unvereinbarkeit. Im Mai 2020 folgte er Jörg Leichtfried als stellvertretender Vorsitzender im Datenschutzrat nach. 2020 wurde Drobits außerdem Mannschaftsmitglied in der Fußballmannschaft des österreichischen Parlaments, dem FC Nationalrat.
Im Mai 2023 wurde Drobits als Nachfolger von Arbeiterkammer-Direktor Thomas Lehner zum Landesvorsitzenden der Naturfreunde Burgenland gewählt. Nach der Nationalratswahl 2024 schied er mit 23. Oktober 2024 aus dem Nationalrat aus. Nach der Landtagswahl 2025 wurde er in der konstituierenden Sitzung der XXIII. Gesetzgebungsperiode am 6. Februar 2025 erneut als Landtagsabgeordneter angelobt.